# Michael Furter

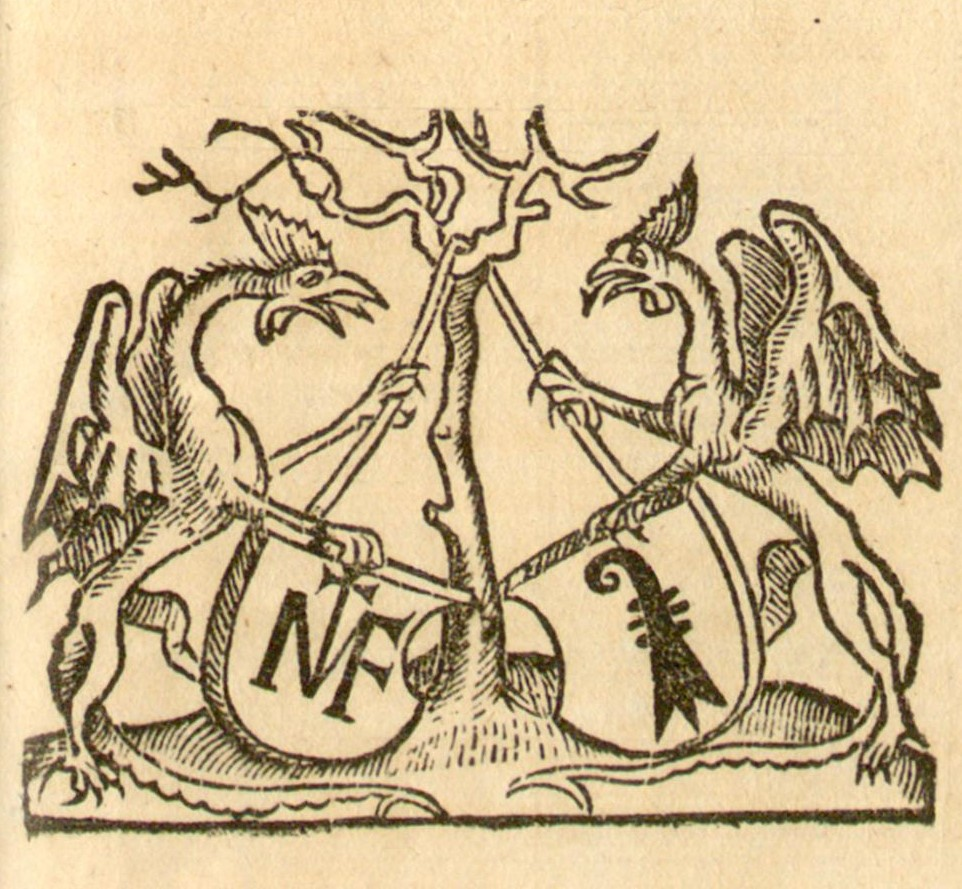
Druckerzeichen von Michael Furter (Universitätsbibliothek Basel)

Michael Furter (* im 15. Jahrhundert in Augsburg; † 1517 in Basel) war ein Buchdrucker der Inkunabelzeit in Basel.

## Leben

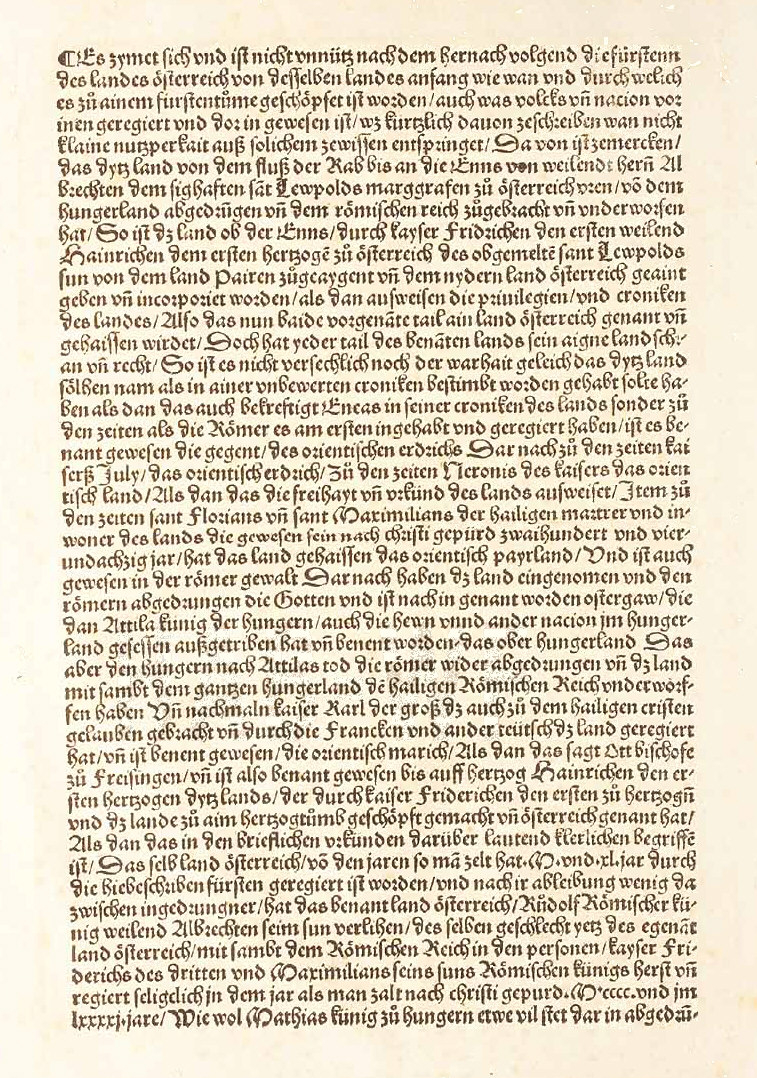
Seite aus Ladislaus Sunthayms Babenberger-Genealogie, gedruckt von Michael Furter, Basel 1491

Michael Furter erwarb am 15. Januar 1483 ein Haus mit Hofstatt in der Ryngasse (Rheingasse) im Kleinbasel. Am 25. September 1486 schloss er sich der Safranzunft und später auch der Schlüsselzunft an, von der er am 21. September 1491 einen Laden für 3½ Pfund jährlich mietete, den vor ihm Hans Vurster aus Kempten innegehabt hatte. Am 1. März 1488 erwarb Furter das Bürgerrecht und zahlte dafür einen Gulden bar, für den Rest von drei Gulden leistete Meister Jakob Wolff Bürgschaft.

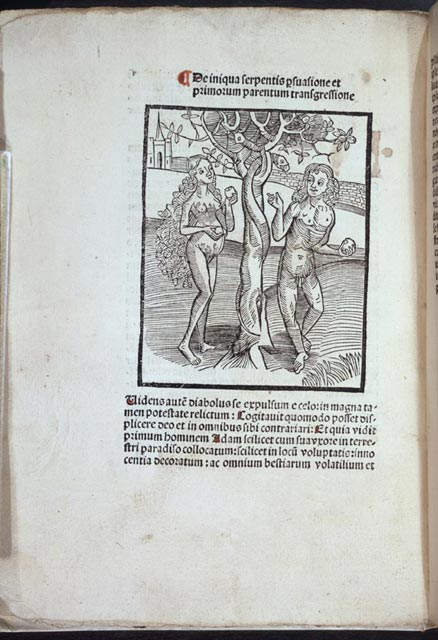
Adam et Eve im Paradies. Aus Methodius: Revelationes divinae. Michael Furter, Basel 1498

Im Dezember 1500 kaufte er mit seiner Ehefrau Ursula für 70 Gulden das Haus genannt „Zer Monen“, beim Kornmarkt gelegen. Obwohl er neben seinem Geschäft als Drucker auch das des Buchbinders betrieb und dazu noch als Buchführer tätig war, gelang es ihm nicht, in seinen Vermögensverhältnissen vorwärtszukommen, so dass, als er nach dem 10. November 1516 und vor dem 2. Mai 1517 starb, seine Kinder auf die Erbschaft verzichteten und über seinen Nachlass der Konkurs verhängt werden musste.

## Schaffen
Furters Drucke sind meist wenig umfangreich, mit Ausnahme der für fremde Rechnung gedruckten, z. B. Werken für Wolfgang Lachner und für Johann Bergmann von Olpe; unter ihnen sind besonders viele grammatischen und populär-juristischen Inhalts, aber auch Theologie und Moral fehlen nicht. Von allen Basler Druckern bis 1510 hat er am meisten deutschsprachige Titel produziert.
Bemerkenswert ist die verhältnismäßig große Zahl der mit Holzschnitten geschmückten Bücher. Von den einfachen Titelbildern abgesehen, sind hier besonders zu nennen mehrere Ausgaben der einem Guillelmus Parisiensis zugeschriebenen Postilla super epistolas et evangelia, zwei Ausgaben von Johannes Meders Quadragesimale de filio prodigo, mehrere Ausgaben der Meinrad-Legende, die dem Kirchenvater Methodius von Olympus zugeschriebenen, tatsächlich erst aus dem 7. Jahrhundert stammenden Revelationes und der Ritter vom Turn des Marquart vom Stein mit Bildern des Meisters der Bergmannschen Offizin. Zahlreiche Abbildungen zieren auch Furters Drucke (1508 und 1517) der Margarita Philosophica des Gregor Reisch.
Diese Vorliebe für Buchschmuck tritt auch in der großen Zahl von Initialalphabeten hervor, von denen Konrad Haebler in seinem „Typenrepertorium“ (ab 1905) allein zwölf aufzählt. Später wurden noch eine Reihe weiterer festgestellt.